# Chvála bláznivosti
Chvála bláznivosti, v dřívějším překladu Chvála bláznovství (latinsky Moriae encomium, sive Stultitiae laus), je vrcholné dílo nizozemského humanisty Erasma Rotterdamského z roku 1509, kterým vytvořil satiru na poměry ve společnosti.

## Obsah
Hlavním poselstvím knihy je autorova domněnka, kterou čtenáři předává prostřednictvím vypravěčky, bohyně Bláznivosti, že veškeré štěstí v životě pochází výhradně od bláznivosti. V celé knize pak spisovatel tuto svoji teorii dále rozvíjí, přičemž jednotlivé kapitoly věnuje určitým okruhům lidí, např. hráčům, zamilovaným atp.
Bohyně také v textu představuje sebe samu, pochází z ostrova Blaženost (paralela s Morovou Utopií), kde nikdo nepracuje a kde se žije v naprosto ideální společnosti. Poukazuje též na nejšťastnější stádia v lidském životě, za něž považuje bezstarostné dětství a stáří, kdy už na nic nemyslíme.
Chvála bláznivosti byla sepsána v domě Thomase Mora, 1. část knihy byla dokonce tomuto spisovateli, filosofu a autorovu příteli věnována; lze zde také vysledovat shodné prvky mezi Utopií a tímto textem.

## Překlady
Kniha byla do češtiny přeložena nejprve v 16. století Řehořem Hrubým z Jelení, v roce 1912 pak Rudolfem Mertlíkem. Existují dvě verze překladu knihy, její druhý název je Chvála bláznovství. Ten je však považován za chybný, jelikož antropomorfní bohyně byla ženského rodu.[zdroj?]